# Kanton Cysoing
Kanton Cysoing (francouzsky Canton de Cysoing) je francouzský kanton v departementu Nord v regionu Nord-Pas-de-Calais. Tvoří ho 14 obcí.

## Obce kantonu
- Bachy
- Bourghelles
- Bouvines
- Camphin-en-Pévèle
- Cappelle-en-Pévèle
- Cobrieux
- Cysoing
- Genech
- Louvil
- Mouchin
- Péronne-en-Mélantois
- Sainghin-en-Mélantois
- Templeuve
- Wannehain